# Hieron I

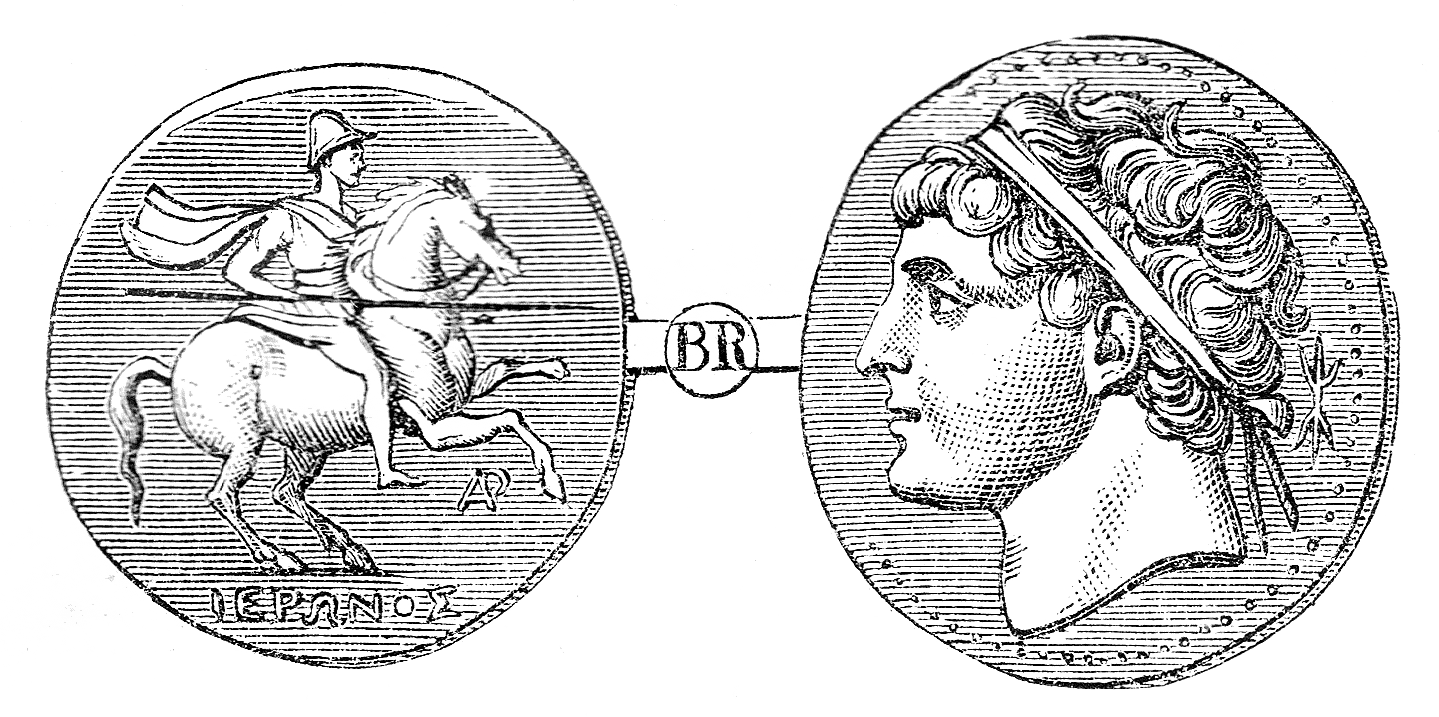
Hình Hieron I của Siracusa (bên phải) từ một đồng tiền xu.

Hieron I (tiếng Hy Lạp: Ἱέρων; ? – 467 TCN) là con trai của Deinomenes, anh của Gelon và là bạo chúa Siracusa ở Sicilia từ năm 478 TCN đến 467 TCN. Từ khi kế vị Gelon, ông đã mưu tính chống lại người em thứ ba là Polyzelos nhằm củng cố chức quyền. Thành bang Siracusa dưới thời ông cai trị đã dần gia tăng thực lực một cách đáng kể. Ngoài ra ông còn cho dời đám cư dân Naxos và Catana tới Leontini, di dân Catana (mà ông đổi tên thành Aetna) với người Dorian, tham gia liên minh với Acragas (Agrigentum) và tán thành mục tiêu chống đối Anaxilas, bạo chúa Rhegium của người Locrian.
Thành tựu quân sự quan trọng nhất của ông là đã đánh bại người Etruscan và Carthage trong trận Cumae vào năm 474 TCN nhờ đó đã cứu người Hy Lạp ở Campania thoát khỏi ách thống trị của người Etruscan. Một chiếc mũ đồng (nay để ở Bảo tàng Anh) với một dòng chữ kỷ niệm sự kiện này được dành riêng tại Thế vận hội Olympia.
Triều đại của Hieron được đánh dấu bằng sự kiện thành lập lực lượng cảnh sát mật đầu tiên trong lịch sử Hy Lạp, bên cạnh đó ông còn là một người bảo trợ hào phóng về văn học nghệ thuật. Các nhà thơ Simonides, Pindar, Bacchylides, Aeschylus, và Epicharmus cũng như nhà triết học Xenophane đều từng hoạt động dưới triều ông. Đồng thời ông cũng là một thành viên tham gia tích cực trong các cuộc thi thể thao toàn Hy Lạp, giành nhiều chiến thắng trong các cuộc đua ngựa đơn và đua xe ngựa. Ông giành thắng lợi trong cuộc đua xe ngựa ở Delphi vào năm 470 TCN (một chiến thắng được tán dương trong bài thơ ca ngợi Pythian đầu tiên của Pindar) và tại Olympia năm 468 TCN (chiến thắng lớn nhất này của ông được kỷ niệm trong bài thơ ca ngợi chiến thắng thứ ba của Bacchylides). Những bài thơ ca ngợi khác được dâng lên ông bao gồm thơ ca ngợi Olympia thứ nhất của Pindar, cùng bài thơ ca ngợi Pythian thứ hai và thứ ba của ông và những bài thơ ca ngợi chiến thắng thứ tư và thứ năm của Bacchylides.
Về sau Hieron lâm trọng bệnh mất ở Catana/Aetna vào năm 467 TCN và được chôn cất ở đó, nhưng ngôi mộ của ông đã bị phá hủy sau khi các cư dân trước đây của Catana trở về thành phố. Sau khi ông qua đời thì người em Thrasybulos kế vị nắm quyền được hơn một năm thì bị dân chúng lật đổ và nền dân chủ được tái lập ở Siracusa.